# Gran Concepción
Gran Concepción és la segona aglomeració urbana més poblada de Xile, amb 912.889 persones (font del cens del 2002). En formen part els municipis de Concepción, Talcahuano, Penco, Hualpén, San Pedro de la Paz, Xiguayante, Coronel, Lota, Hualqui i Tomé.